# Paco Bandeira
Francisco Veredas Bandeiras, más conocido como Paco Bandeira (Elvas, 2 de mayo de 1945), es un cantante y compositor portugués. 

## Biografía
Inició su carrera profesional en España, donde adquirió su seudónimo. Interpretó el tema "Vamos Cantar De Pé" en el Festival RTP da Canção de 1972, y al año siguiente participa en el mismo festival con "É por isso que eu vivo" (coescrita junto a Ary dos Santos), quedando en segundo lugar solo detrás de Fernando Tordo. Participa en el Festival OTI 1973 con la canción "Poema De Mim", alcanzando el penúltimo lugar.
En 1975 participa en el Festival RTP con "Batalha-povo", y en 1977 lo hace con "Férias". En 1984 defiende en este festival la canción "Que coisa é esta vida".
El primero de sus éxitos fue "A Minha Cidade" (más conocida como "Ó Elvas, Ó Elvas"), siguiendo otros tantos éxitos, tales como ""É Por Isso Que Eu Vivo", "Chula da livração" o "Ceifeira Bonita". Como resultado de estos éxitos, comienza una intensa carrera internacional con éxito entre las comunidades portuguesas en el extranjero, actuando en países como España, Italia, EE. UU., Australia o Canadá.
Dio término a su carrera en 2007. En 2012 se enfrentó a los tribunales acusado de violencia doméstica.

## Discografía
- À Procura de Amigos (1973)
- Todavia Eu Sou Pastor (1974)
- O Alentejo Quer Um Homem Que Saiba mandar (1975)
- Cara Ou Coroa (1976)
- Semibreves (1977)
- Os Ferrinhos, O Adufe E A Guitarra
- Amigos, Amigos...
- Malhas, Malhões e Outras Canções (1980)
- Com Olhos de Ver (1981)
- Vidas (1983)
- Meridional
- Em Lisboa (1985)
- Entre o Céu e o Inferno (1985)
- Com Sequências (1987)
- O Melhor de (1989)
- Bolero (1990)
- Aquí Para Nós (1992)
- Cantigas Entre (laçadas) (1994)
- À Queima-Roupa (1995)
- A Cor da Amizade (2004)
- Passageiro de Canções (2000)
- Paco Bandeira: Uma vida de canções (2006)
- Canto do espelho (2007)